# Onychognathus salvadorii
Estorninho-coroado ou estorninho-de-coroa-escovada (Onychognathus salvadorii) é uma espécie de passeriforme da família Sturnidae.
Pode ser encontrada nos seguintes países: Etiópia, Quénia, Somália e Uganda.